# Cseng An
Cseng An (khmerül: ចេង អន; ? – 1978. december?) kambodzsai forradalmár, a 1975–1978 között a Demokratikus Kambodzsa Ipari Bizottságának vezetője, a Kambodzsai Kommunista Párt tagja.

## Élete
1975 áprilisáig Cseng An a Phnompen környékén található különleges övezet titkára volt, a 15. régió az ő vezetése alatt állt. Phnompen elfoglalása után a frissen megalakult Ipari Bizottság vezetője lett. A történetírásban Anra gyakran ipari miniszterként hivatkoznak, de ez a pozíció nem azonos Vorn Vet ipari, közlekedési és halászati miniszteri posztjával. Valójában Vet a gazdasági tervezésért, An pedig az ipari munkáért volt felelős.
Cseng Ant 1978. november 3-án tartóztatták le egy gépgyári műhelyben, ahol szemtanúk szerint lázadásra és a Pol Pot-rezsim megdöntésére szólította fel a munkásokat. Vorn Vetet egy nappal korábban tartóztatták le. An kihallgatásáról három jegyzőkönyv maradt fenn: december 1-jéről és 5-éről, valamint egy dátum nélküli. Ant feltehetőleg a Tuol Szlengben, 1978 decemberében végezhették ki, nem sokkal azelőtt, hogy Vietnám támadást indított Kambodzsa ellen.